# Clavija hookeri
Clavija hookeri är en viveväxtart som beskrevs av Dc. Clavija hookeri ingår i släktet Clavija och familjen viveväxter. Inga underarter finns listade i Catalogue of Life.